# 芥形橐吾
芥形橐吾（学名：Ligularia brassicoides）是菊科橐吾属的植物，是中国的特有植物。分布在中国大陆的四川等地，生长于海拔2,580米至3,140米的地区，多生长于草坡，目前尚未由人工引种栽培。
其种加词 brassicoides 意为“形似芸薹属植物的”。